# Italki
italki (em inglês: /ˈaɪtɔːki/) é uma plataforma de ensino de idiomas online que conecta alunos e professores nativos.

## História
Criado em 2007 por Kevin Chen e Yongyue Jiang o italki é na atualidade uma das maiores plataformas de intercâmbio de idiomas do mundo. A ideia era apenas construir recursos internos para a comunidade, no entanto com o aumento de usuários em busca de aprendizado de línguas estrangeiras foi lançado em 2009 o mercado de professores, permitindo que seus alunos paguem um valor fixo por aulas individuais em vídeo e aúdio. No italki a definição de preços é do próprio professor.

### Investimentos
No ano de 2012, o italki teve investimentos de maneira independente para o seu crescimento através de financiamento anjo. No entanto, em 2016 a empresa de idiomas arrecadou cerca de $ 3 milhões de dólares provenientes de investidora do ramo de educação pelo Baidu.
Com o crescimento em 2017, italki já contabilizava em torno de 3 milhões de usuários em mais de 100 países e pouco mais de 5.000 mil professores nativos na plataforma.
Os idiomas mais estudados e procurados pelos membros da comunidade são: espanhol, francês, chinês, japonês, inglês, português e italiano.